# Kim Songwon
Kim Songwon (en hangul, 김성원; romanización revisada, Kim Seong-won; McCune-Reischauer, Kim Sŏngwŏn, Corea del Sur, 9 de agosto de 1956) es un académico y líder en el ámbito de la teología evangélica en Corea del Sur. Ocupa el cargo de profesor y vicepresidente en la Universidad Nazarena de Corea, así como el de presidente de la Asociación de Teología Evangélica de Corea. Su trabajo y enfoque teológico exploran las implicaciones de la posmodernidad en la interpretación bíblica y en la comprensión del ser humano. Además de sus contribuciones académicas, Kim ha ayudado a organizar foros teológicos y ha publicado obras sobre teología y la filosofía contemporánea.

## Biografía
Kim nació y se formó en un contexto académico riguroso, lo que le permitió desarrollar una carrera influyente en el ámbito teológico. Es conocido por su enfoque interdisciplinario que integra perspectivas filosóficas, teológicas y científicas. En su rol como vicepresidente de la Universidad Nazarena de Corea, Kim ha sido una figura clave en la promoción de un enfoque académico que va más allá de la enseñanza tradicional, buscando conectar los estudios bíblicos con los desafíos contemporáneos. En 2012, fue elegido presidente de la Asociación de Teología Evangélica de Corea, donde ha liderado varios proyectos para fomentar el diálogo teológico y académico en el ámbito evangélico surcoreano.
Además de su rol académico, Kim ha sido ponente en eventos internacionales sobre teología y filosofía. En el Segundo Foro del Correcto Estudio Bíblico, celebrado en noviembre de 2014 en Seúl, abordó la importancia de la interpretación bíblica desde una perspectiva posmoderna. Según Kim, la lectura moderna de la Biblia a menudo ignora la dimensión espiritual del texto sagrado, centrando demasiado la atención en su aspecto racional y académico. Propuso que una interpretación posmoderna, que involucre tanto al cuerpo como a la mente y las relaciones humanas, permitiría una experiencia más profunda de la espiritualidad cristiana.

## Reconocimientos
Kim ha sido reconocido por su liderazgo académico y teológico en varias ocasiones. Uno de los hitos en su carrera fue su elección como presidente de la Asociación de Teología Evangélica de Corea en 2012, un cargo que le permitió influir en la dirección de la teología evangélica en Corea del Sur.

## Obras
Kim es autor de varios textos que abordan la filosofía, la teología y la antropología posmoderna. Su obra más destacada es Teoría del ser humano posmoderno, publicada en 2017 por HanDeul Publishing. En este libro, Kim explora cómo la evolución de las ciencias cognitivas y la neurociencia han influido en la concepción posmoderna del ser humano. A través de una reconfiguración de la antropología, su obra propone que el ser humano no debe ser visto como un individuo autónomo, sino como parte de un todo orgánico y relacional. Este enfoque tiene implicaciones tanto para la comprensión de la existencia humana como para su relación con la sociedad, la naturaleza y los valores trascendentales.